# Sport mécanique
Un sport mécanique, également appelé sport motorisé, est une discipline sportive qui nécessite l'emploi de véhicule motorisé.
La plupart des pratiques implique des courses entre plusieurs compétiteurs, mais il existe aussi d'autres formes de compétition, comme des épreuves de contre-la-montre, ou encore d'autres où des juges notent les concurrents en fonction de la qualité des performances (par exemple pour le trial, le drift ou la voltige aérienne). Dans le cas du tractor pulling, il s'agit d'aller le plus loin possible.

## Compétition automobile
- Monoplace-Grand Prix
- Tourisme
- Grand Tourisme (GT)
- Sport-prototypes
- Endurance
- Karting
- Rallye
- Rallycross
- Fol'Car
- Course de côte
- Dragster
- Tractor pulling
- Course de camions
- Auto-polo
- Trial 4x4
- Trial camion

## Compétition motocycliste
- Vitesse moto
- Endurance moto
- Enduro
- Supermotard
- Moto-cross
- Freestyle motocross
- Dragster
- Moto sur glace
- Trial
- Speedway
- Stunt
- Moto-ball
- Quad

## Compétition aéronautique
- Voltige aérienne
- Navigation aérienne
- Course aérienne
- Modélisme aérien

## Autres
- Motonautisme
- Motomarine
- Motoneige